# Sylvie Simon
 (août 2022).
Ne pas confondre avec Sylvie Simon, écrivaine et scénariste (1956-)
Sylvie Simon, appelée aussi Sylvie Simon-Sonrel, née le 26 octobre 1927 à Narbonne et morte le 8 novembre 2013 dans le 10e arrondissement de Paris, est une actrice puis antiquaire française, devenue sur le tard essayiste et romancière, et connue pour ses positions controversées contre la vaccination. Certains de ses propos ont été qualifiés de complotistes.

## Biographie
Monique Mireille Georgette Rachet, future Sylvie Simon, naît le 26 octobre 1927 à Narbonne. Son entourage, la famille Rachet, est bien implanté dans cette ville, pour y avoir notamment fait construire, en 1923, un espace culturel (cinéma, théâtre, music-hall). Elle est la sœur de l'écrivain Guy Rachet.
Elle prend le nom de Sylvie Simon-Sonrel, dite Sylvie Simon, après son mariage avec Éric Simon-Sonrel, décorateur de cinéma connu sous le nom d'Éric Simon.
Sylvie Simon est d'abord modèle pour des photographes de mode ou pour des publicités, puis obtient quelques petits rôles au cinéma, avant de devenir antiquaire. 
Elle commence son travail d'écriture en 1982, avec la publication d'un premier livre sur le tarot, suivi d'autres ouvrages en lien avec l'ésotérisme, ainsi que de trois récits historiques. 
L'un de ses livres[Lequel ?] traite de la métempsycose. Elle publie en 2004 un livre intitulé : Enfants indigo : Une nouvelle conscience planétaire, préfacé par Stéphane Audran. Dans ce livre ésotérique, elle défend l'idée selon laquelle la pensée mystique peut accompagner les théories scientifiques et leur donner un cadre cohérent. Sa démonstration s'accompagne d'un jugement personnel qu'elle porte sur le devenir du monde, et de théories mystiques. Elle y défend le concept de l'enfant indigo imaginé par Lee Carroll et Jan Tober. Défendant ce concept, elle écrit dans son livre que les enfants indigo seraient « des mutants », et les décrit en ces termes : « Une nouvelle race d’hommes, génétiquement différente et dotée de pouvoirs intellectuels supérieurs est en train de naître ». Elle attribue cela à une conséquence des catastrophes nucléaires. Elle conclut son ouvrage par l'idée selon laquelle la méditation peut améliorer le système immunitaire.
À partir des années 1990, elle publie plusieurs essais polémiques et controversés, notamment à propos des vaccins.
Sylvie Simon meurt le 8 novembre 2013 à l'hôpital Saint-Louis à Paris, puis est inhumée au cimetière de Goupillières.

## Prises de position anti-vaccination
En 2007, elle publie un ouvrage intitulé Autisme et vaccination, responsable mais non coupable !. Dans cet ouvrage, elle affirme l'existence d'un lien entre autisme et vaccination, en s'appuyant sur des témoignages de parents et sur les propos d'Andrew Wakefield, qui sera plus tard condamné pour fraude.
En 2012, le biologiste moléculaire Bertrand Jordan, qui a étudié l'autisme d'un point de vue génétique, cite des extraits de la présentation du livre Autisme et vaccination. Cette présentation affirme notamment : « L'autisme est devenu la nouvelle épidémie du siècle, mais les pouvoirs publics prétendent que son origine est génétique. » Bertrand Jordan en déduit que la présentation du livre parle d'une « conspiration censément ourdie par les pouvoirs publics en faveur d'une étiologie génétique. »
Le site internet Conspiracy Watch la classe parmi les « conspirationnistes anti-vaccination »,,.
L'étude "Critique des vaccins sur internet : nouvelles perspectives basées sur les sites francophones", menée en 2015, par un groupe d'experts dans les domaines de la santé et de la médecine, la qualifie de « militante anti-vaccin » et signale également ses publications sur le site internet d'Égalité et Réconciliation.
Elle est fréquemment citée comme spécialiste pour justifier le contenu de sites de désinformation antivaccins propageant, entre autres, l'idée d'un lien entre autisme et vaccins, alors qu'elle « n'a jamais été médecin » comme le relève Perrine Signoret, journaliste à l'Express et au Monde, sur le site Numerama. La journaliste rappelle que Sylvie Simon avait sous-estimé les conséquences de l'hépatite B, dans un propos qu'elle a tenu dans une vidéo, alors qu'en 2015, cette maladie a fait 1,5 million de morts.
Pour France Info, ses théories sont « douteuses » et d'après de nombreux médias elles sont qualifiées de polémiques. Radio Canada International note d'une manière générale que les discours antivaccins ont été interdits sur la plateforme YouTube mais que les bibliothèques au Canada continuent de diffuser les ouvrages de Sylvie Simon au nom de la liberté d'expression.

## Publications principales

### Romans historiques
- Isabella, Robert Laffont, 1984 (ISBN 9782221012161)
- Mon cœur a plus d'amour que vous n'avez d'oubli : Laure, duchesse d'Abrantès, Mercure de France, 1987 (ISBN 9782715214705)
- La passagère du désert : La vie aventureuse d'Isabel et Richard Burton, 1861-1890, Anne Carrière, 2004 (OCLC 1288394330)

### Roman initiatique
- La Mémoire de l’au-delà, Alphée, 2006.

### Ésotérisme
- Le Langage secret du tarot, Sand, 1982.
- Le Tarot, Fernand Nathan, 1986, J'ai lu, 2004.
- Le Tarot pratique, Fernand Nathan, 1988.
- Les Arts divinatoires, Fernand Nathan, 1988  (ISBN 9782092917039)
- Voyances remarquables, Robert Laffont, 1990, Marco Pietteur, 2002.
- Au seuil de l'étrange, Pygmalion, 1994  (ISBN 2857044291)
- Connaître et pratiquer le tarot, Presses du Châtelet, 1995  (ISBN 9782911217029)
- Le Grand Livre de l’avenir (ouvrage collectif), Presses du Châtelet, 2000.
- Phénomènes étranges du surnaturel, Grancher, 2001.
- Stéphane Audran (préface), Enfants Indigo, une nouvelle conscience planétaire, Le Rocher, 2004.
- 2012 Le Rendez-vous, De la crise à l’avènement d’un nouveau monde, Alphée, 2009  (ISBN 9782753803794)
- La Science à l’épreuve du paranormal, Alphée, 2010.
- Réincarnation, de l’expérience à la science, Grancher, 2014.

### Médecine
- Le Don de guérir, éditions Philippe Lebaud, 1996.
- La Dictature médico-scientifique, éditions Filipacchi, 1997.
- Exercice illégal de la guérison, éditions Marco Pietteur, 1998 (et réédition en 2002)
- Vaccination, l’overdose, (préface de Jacqueline Bousquet), éditions Déjà, 1999.
- Déjà vacciné, comment s’en sortir ?, avec André Banos, éditions Déjà, 2000.
- Faut-il avoir peur des vaccinations ? (ouvrage collectif), éditions Déjà, 2000.
- Vaccin hépatite B, les coulisses d’un scandale, avec Marc Vercoutère, éditions Marco Pietteur, 2001.
- Le Réveil de la conscience, avec Jacqueline Bousquet, éditions Trédaniel, 2003.
- Informations ou désinformations ?, (préface de Corinne Lepage), éditions Trédaniel, 2004.
- Les Dix Plus Gros Mensonges sur les vaccins, éditions Dangles, 2005.
- La Nouvelle Dictature médico-scientifique, éditions Dangles, 2006.
- Ce qu’on nous cache sur les vaccins, éditions Delville, 2006  (ISBN 2859222235)
- Les Dix Plus Gros Mensonges sur les médicaments, éditions Dangles, 2007  (ISBN 9782703306993)
- Autisme et vaccination, responsable mais non coupable, Éditions Trédaniel, 2007  (ISBN 978-284-445848-3)
- Aspartame, Sucre ou Poison ?, éditions Trédaniel, 2008  (ISBN 9782844458902)
- Vaccins, Mensonges et Propagande, éditions Thierry Souccar, 2009.
- Votre santé n’intéresse que vous, éditions Alphée, 2010.
- La coupe est pleine : nos enfants sont plus précieux que le CAC 40, avec Claire Séverac, éditions Élie et Mado, 2012  (ISBN 9782954012629)
- Ordre et désordres, quand la médecine de bon sens se heurte au harcèlement administratif, éditions Mosaïque-Santé, 2013.
- Les Vaccins. Ce qu'on nous cache sur leurs effets indésirables. Collection ABC des vaccins, éditions Grancher, 2014.